# Glaciar Godwin-Austen

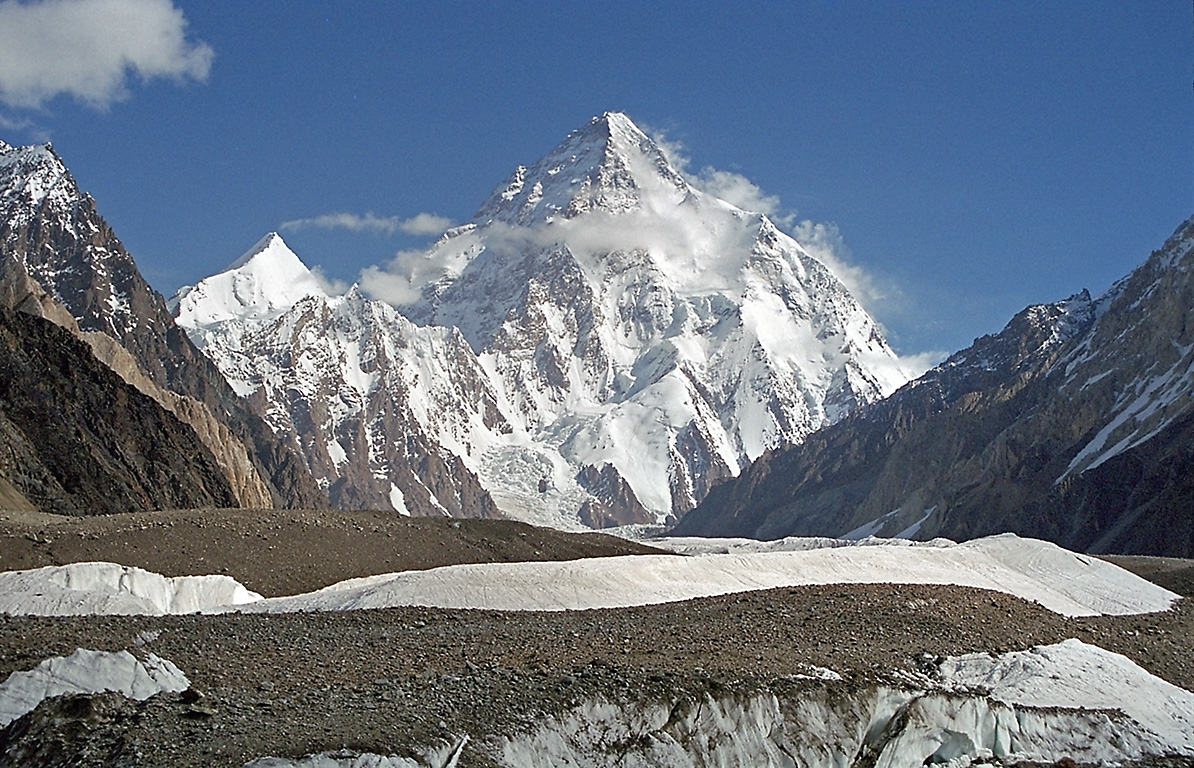
K2 from Concordia.

El glaciar Godwin-Austen se encuentra cerca del K2 en Gilgit-Baltistán, Pakistán. Su confluencia con el glaciar Baltoro se denomina Concordia y es uno de los lugares favoritos de trekking de Pakistán ya que proporciona excelentes vistas de 4 de 5 ochomiles de Pakistán.
El acceso al glaciar se realiza a través de la importante ciudad balti de Skardu.
Fue nombrado en honor a Henry Haversham Godwin-Austen, un pionero de la exploración de esta región.

## Picos cercanos
Los picos más importantes cerca de Concodia son los siguientes:
- K2, 2º más alto del mundo a 8611 m s. n. m.
- Gasherbrum I, 11º lugar 8,080 m s. n. m.
- Broad Peak, 12º lugar 8.047 m s. n. m.
- Gasherbrum II, 13º 8.035 m
- Gasherbrum III, 7.946 m s. n. m. (es subpico del Gasherbrum II)
- Gasherbrum IV, 17º lugar 7.932 m s. n. m.
- Masherbrum (K1), 22º lugar 7.821 m s. n. m.
- Chogolisa, 36º 7.665 m s. n. m.
- Muztagh Tower, 7.273 m s. n. m.
- Domo de Nieve, 7.160 m s. n. m.
- Biarchedi, 6.781 m s. n. m.
- Mitre Peak, 6.010 m s. n. m.

## Galería de Imágenes

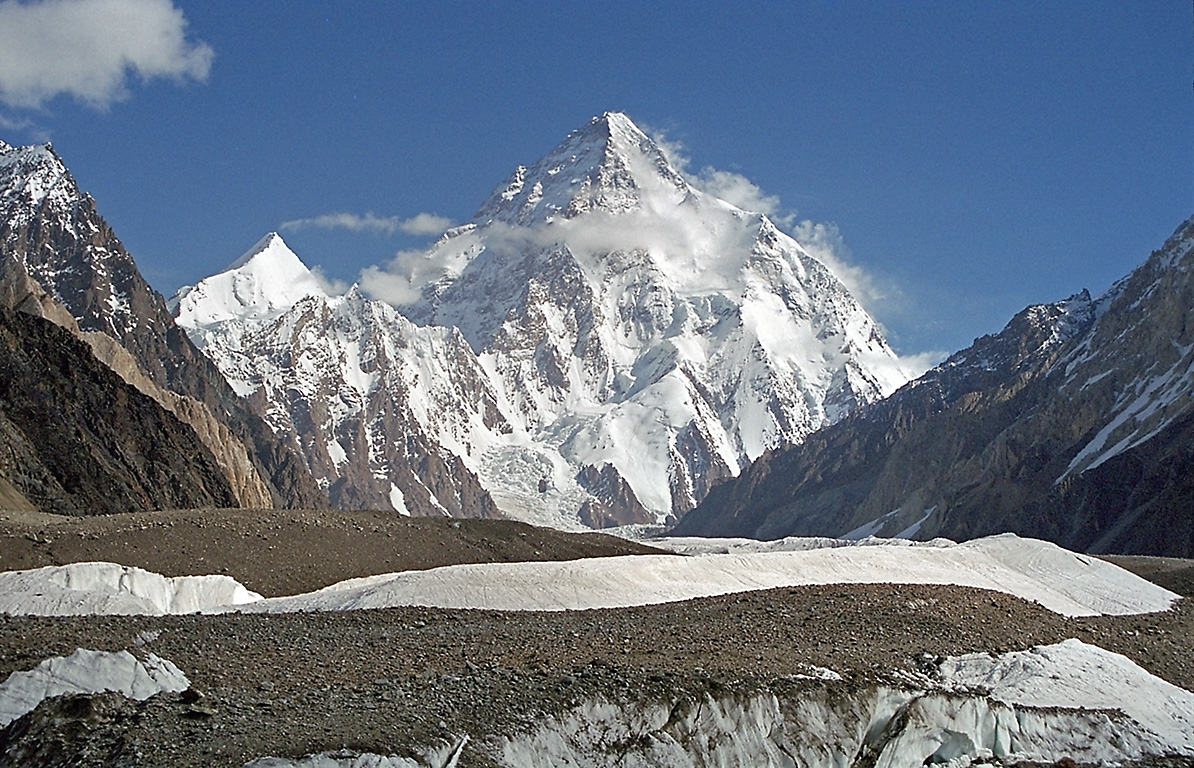
K2 (8.611 msnm) de Concordia
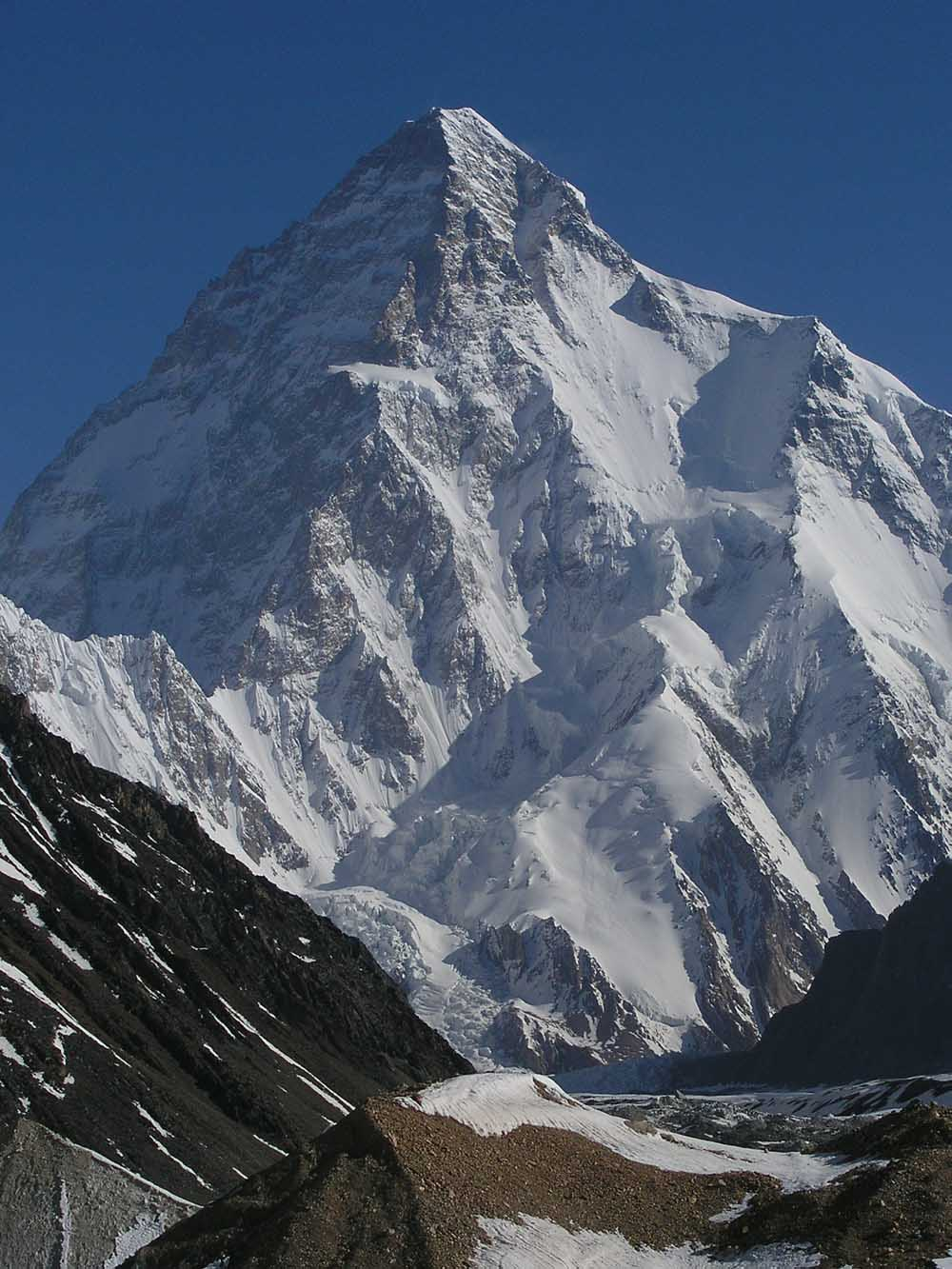
K2 (8.611 msnm)
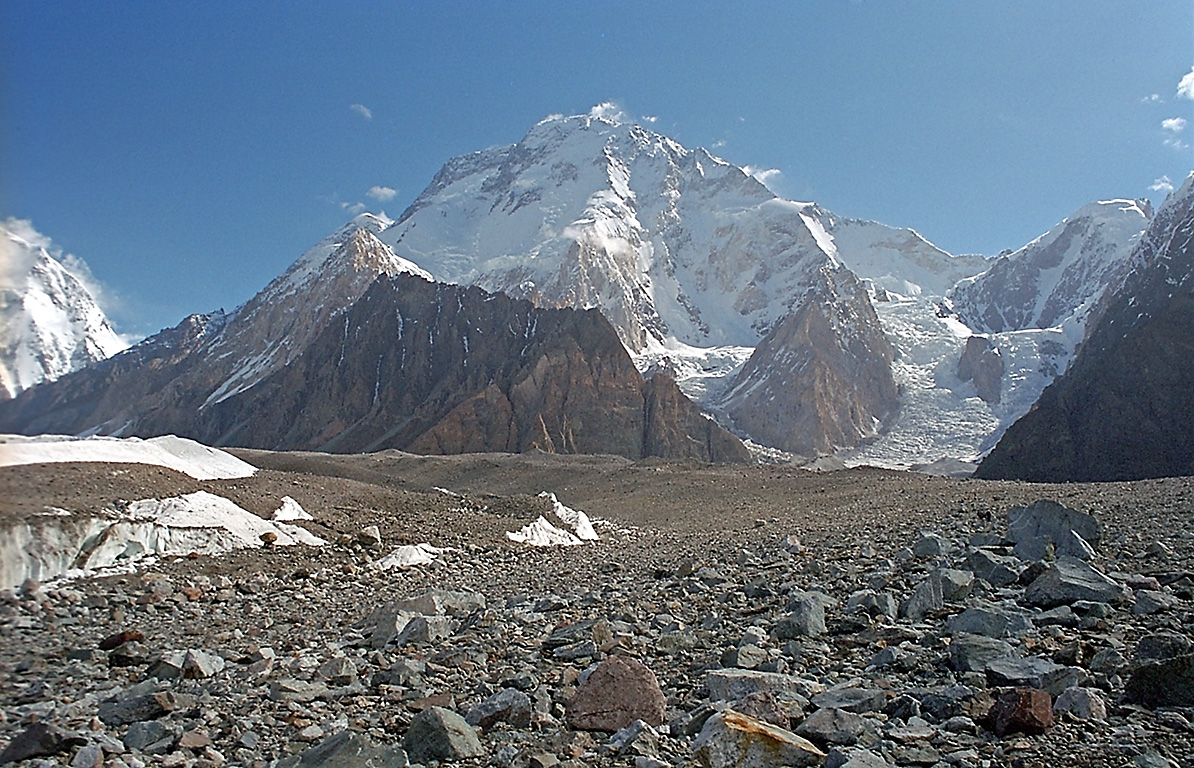
Broad Peak (8.047 msnm) de Concordia
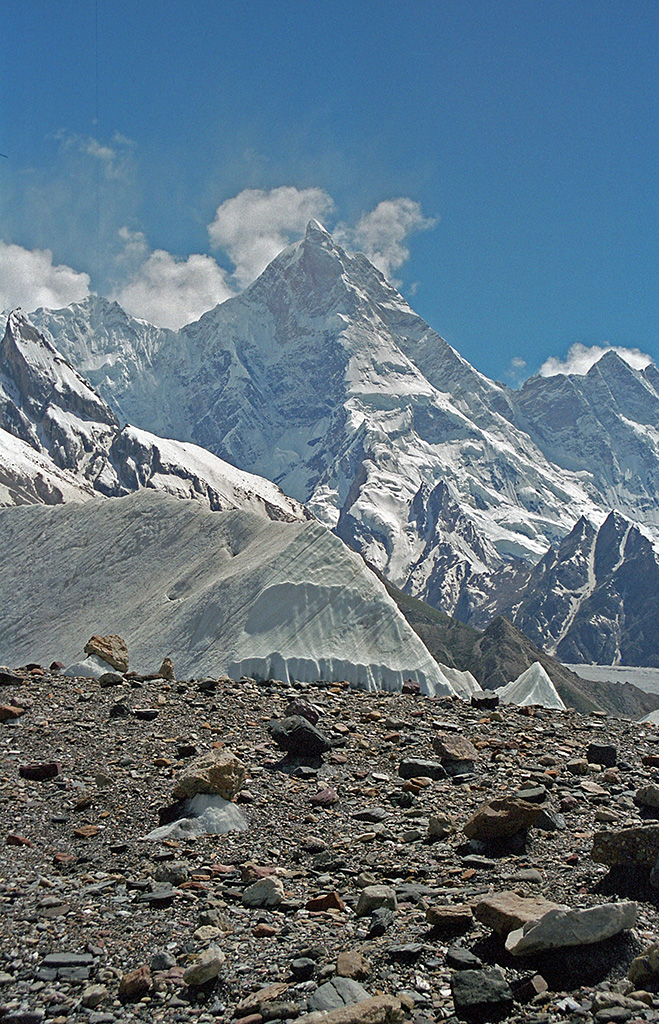
Masherbrum (7.821 msnm)
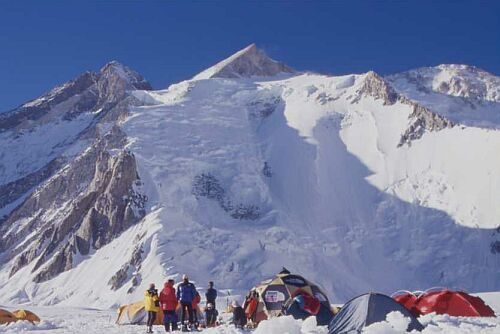
Gasherbrum II (8.035 msnm)
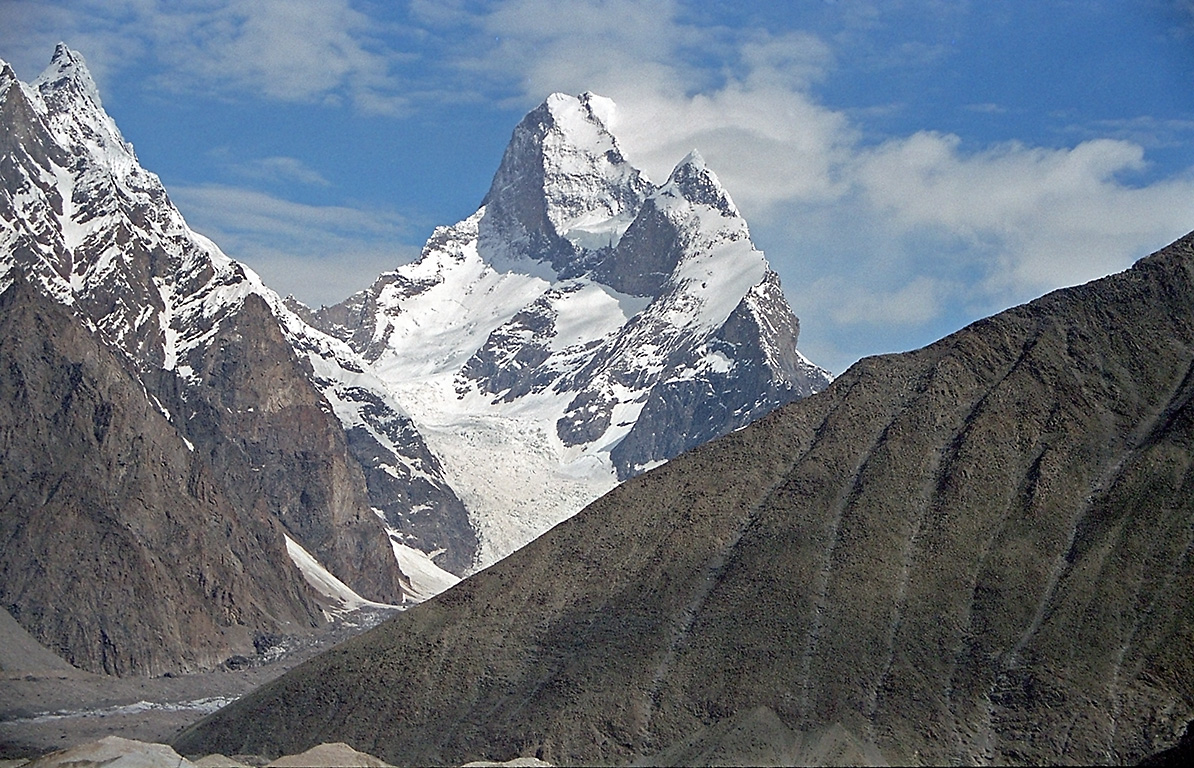
Muztagh Tower (7.273 msnm)